# Тебальдо Більярді
Тебальдо Більярді (італ. Tebaldo Bigliardi, нар. 5 лютого 1963, Катандзаро) — італійський футболіст, що грав на позиції центрального захисника, зокрема за «Палермо», «Наполі» та «Аталанту».
Дворазовий чемпіон Італії. Володар Кубка Італії. Володар Кубка УЄФА. 

## Ігрова кар'єра
Народився 5 лютого 1963 року в місті Катандзаро. Вихованець юнацьких команд футбольних клубів «Палермо». У дорослому футболі дебютував 1981 року виступами за його головну команду, в якій провів п'ять сезонів, взявши участь у 123 матчах чемпіонату. Більшість часу, проведеного у складі «Палермо», був основним гравцем захисту команди.
Своєю грою за цю команду привернув увагу представників тренерського штабу «Наполі», до складу якого приєднався 1986 року. Відіграв за неаполітанську команду наступні чотири сезони своєї ігрової кар'єри, здебільшого як один із запасних центральних захисників. За цей час двічі виборював титул чемпіона Італії, ставав володарем Кубка Італії та Кубка УЄФА.
Згодом з 1990 по 1995 рік грав за «Аталанту», а також в оренді за «Палермо».
Завершив ігрову кар'єру у команді «Леффе», за яку виступав протягом 1995—1996 років.

## Титули і досягнення
- Чемпіон Італії (2):

«Наполі»: 1986-1987, 1989-1990
- Володар Кубка Італії (1):

«Наполі»: 1986-1987
- Володар Кубка УЄФА (1):

«Наполі»: 1988-1989